# Клайдсдейл, Эйми
Эйми Клайдсдейл (англ. Aimie Clydesdale; по мужу Роччи (англ. Rocci); род. 21 сентября 1993, Нобл-Парк, Виктория, Австралия) — австралийская профессиональная баскетболистка, выступала в женской национальной баскетбольной лиге. Играет на позиции атакующего защитника. Двукратная чемпионка женской НБЛ (2012, 2020).
В составе национальной сборной Австралии она стала победительницей летней Универсиады 2017 года в Тайбэе, а также принимала участие на чемпионате мира среди девушек до 19 лет 2011 года в Чили и чемпионате мира среди девушек до 17 лет 2010 года во Франции.

## Ранние годы
Эйми Клайдсдейл родилась 21 сентября 1993 года в городе Нобл-Парк (штат Виктория), южном пригороде Мельбурна.